# Karma Pakši
Karma Pakši (1204–1283) byl tibetský mnich, 2. karmapa školy Karma Kagjü, ze kterého se vliv školy rozšířil až do Mongolska.
Karma Pakši se narodil do rodiny pocházející z linie od tibetského krále Thisonga Decäna. Otec se jmenoval Džalla Tsusa, matka Sangsa Manki. Byl jejich nejmladším potomkem.
Byl zázračným dítětem a již v deseti letech si osvojil praktickou i teoretickou znalost dharmy. Jeho učitel Pomdagpa Sönam Dordže mu předal hlavní učení školy Karma Kagjü a byl to on kdo si uvědomil, že Karma Pakši je inkarnací Düsum Khjenpy, předchozího karmapy.
Převážnou část první poloviny svého života strávil Pakši v meditaci. Ve věku 47 let podnikl cestu do Číny a Mongolska. Strávil delší dobu na dvoře mongolského chána Kublaje, kde sehrál důležitou roli ve snaze zabránit válkám. Přestože byl požádán, aby na chánově dvoře zůstal natrvalo, odmítl a vydal se na daleké cesty po Mongolsku, Číně a Tibetu. V Číně strávil Karma Pakši šest let. Během těchto let zde předával mnohá učení Dharmy, požehnání a iniciací, postavil mnoho klášterů a meditačních center. Ještě za svého života se stal známým učitelem a proslavil svou školu i za tibetskými hranicemi. Před svou smrtí určil místo a čas příštího zrození svého nástupce.